# Relevo 4 × 400 metros

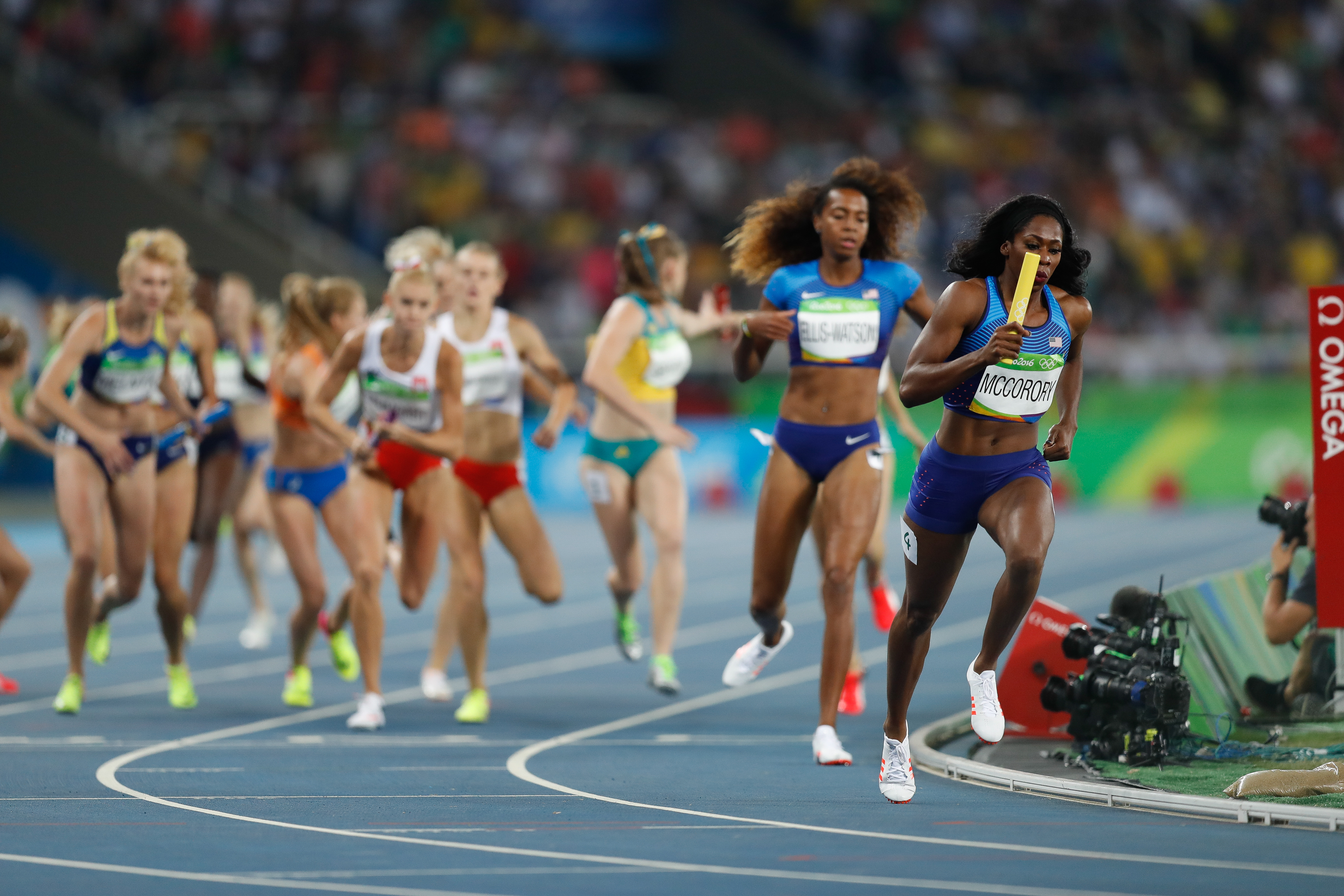
Río de Janeiro - Eliminatorias mujeres del relevo 4 x 400 metros en los Juegos de 2016 en el Estadio Olímpico

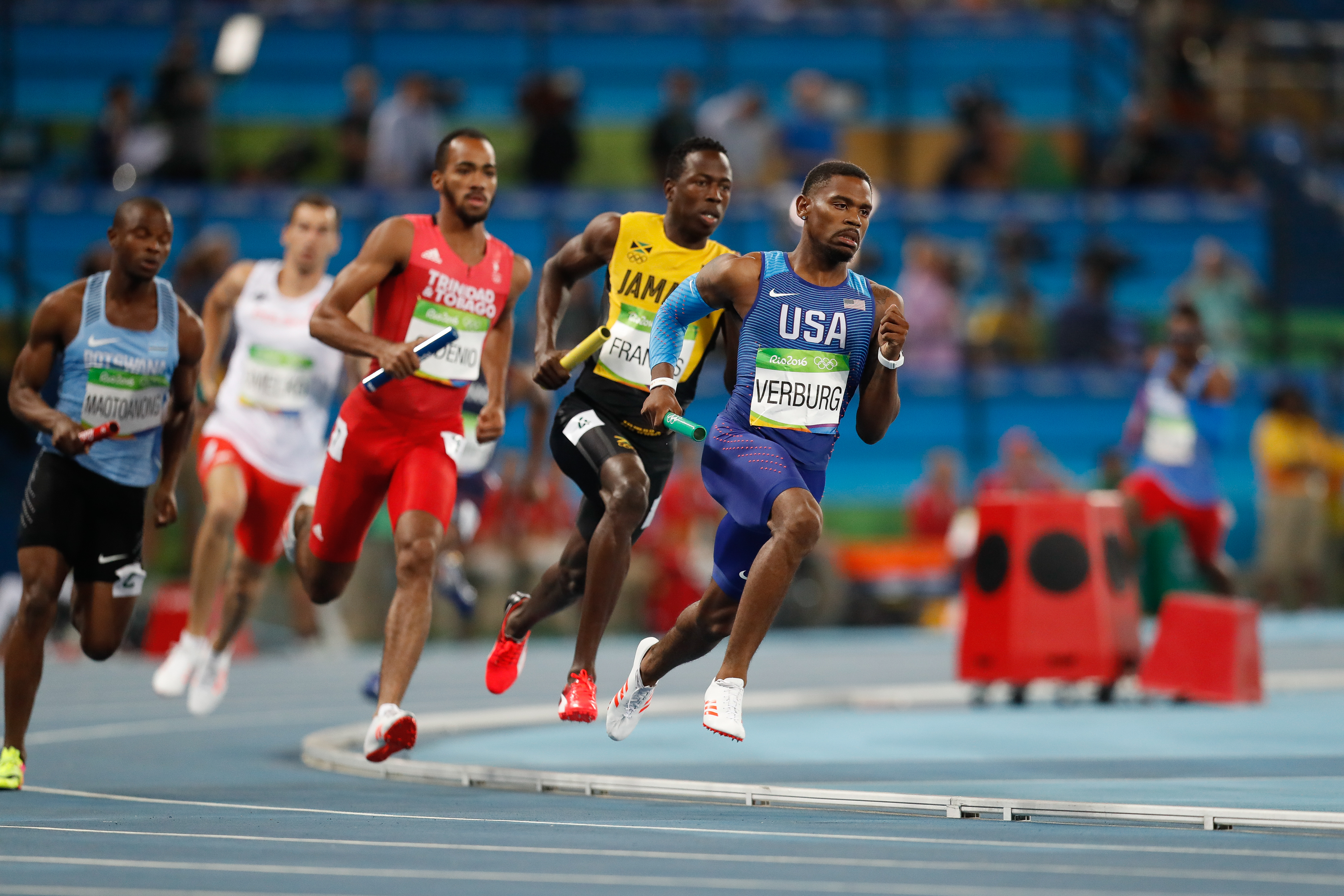
Río de Janeiro - Eliminatorias hombres del relevo 4 x 400 metros en los Juegos de 2016 en el Estadio Olímpico

La prueba de relevos de 400 m es muy similar a la de 4 × 100, exceptuando el incremento de distancia a recorrer. Cada corredor da una vuelta completa a la pista, momento en el que cede el testigo al siguiente compañero de su equipo.
Tanto 4 x 100 como 4 × 400 son las dos pruebas de relevos que forman parte del programa de atletismo en los Juegos Olímpicos.
La diferencia básica con la carrera de 4 × 100 es que no existe "Prezona". El atleta que va a recibir el testigo deberá acelerar en la misma zona de transferencia. El primer atleta realiza el recorrido por su calle, entregando el testigo al segundo relevista. Este segundo relevista correrá por su calle hasta el final de la primera curva, a partir de la cual podrá coger calle libre (lógicamente se dirigirá a la calle 1 para así recorrer menos distancia). El tercer y cuarto relevista normalmente se situará en la calle 1, aunque en función de las circunstancias (posibilidad de obstruir a adversarios, llegada conjunta de diferentes competidores, etc.) pueden situarse en cualquier otra calle.
Se recomienda que en los relevos donde no compiten más de 4 equipos, se corra por calles individualmente tan solo la primera curva de la primera vuelta. En tal caso, la compensación en la salida será similar a una de 200 metros lisos.

## Descripción

### Motivos de descalificación
Los mismos que para el 4 × 100, y además:
-Que el receptor inicie la carrera antes de la zona
-Que no guarde el orden del paso por el 200.
Son aplicables el resto de las causas de descalificación para carreras.

### El testigo
El testigo es el mismo para la prueba de 4 × 100.

### La zona de transferencia o de pase
El pase del testigo debe tener lugar dentro de una determinada área de 20 m, llamada zona de transferencia o pase. Si el pase no tiene lugar dentro de esa determinada área, el equipo será descalificado. Se debe de usar el testimonio para eso.

## Récords
- De acuerdo a la Federación Internacional de Atletismo – IAAF.

### Masculino
| Récord   | Marca   | País           | Atletas                                                         | Fecha                | Lugar     |
| Mundial  | 2:54.29 | Estados Unidos | Andrew Valmon, Quincy Watts, Butch Reynolds, Michael Johnson    | 22 de agosto de 1993 | Stuttgart |
| Olímpico | 2:54.43 | Estados Unidos | Christopher Bailey, Vernon Norwood, Bryce Deadmon, Rai Benjamin | 10 de agosto de 2024 | París     |

### Femenino
| Récord   | Marca   | País            | Atletas                                                           | Fecha                | Lugar |
| Mundial  | 3:15.17 | Unión Soviética | Tatyana Ledovskaya, Olga Nazarova, Mariya Pinigina, Olga Bryzgina | 1 de octubre de 1988 | Seúl  |
| Olímpico | 3:15.17 | Unión Soviética | Tatyana Ledovskaya, Olga Nazarova, Mariya Pinigina, Olga Bryzgina | 1 de octubre de 1988 | Seúl  |

## Evolución récord mundial

### Masculino
| Tiempo  | Nacionalidad   | Lugar                | Fecha      | Integrantes                                                            |
| ------- | -------------- | -------------------- | ---------- | ---------------------------------------------------------------------- |
| 3:18.2  | Estados Unidos | New York, USA        | 1911-09-04 | Harry Schaaf, Mel Sheppard, Harry Gissing, James Rosenberger           |
| 3:16.6  | Estados Unidos | Estocolmo, Suecia    | 1912-06-15 | Mel Sheppard, Charles Reidpath, Ted Meredith, Edward Lindberg          |
| 3:16.0  | Estados Unidos | París, Francia       | 1924-07-13 | Commodore Cochran, Alan Helffrich, Oliver MacDonald, William Stevenson |
| 3:14.2  | Estados Unidos | Ámsterdam, Holanda   | 1928-08-05 | George Baird, Emerson Spencer, Fred Alderman, Ray Barbuti              |
| 3:13.4  | Estados Unidos | Londres, Reino Unido | 1928-08-11 | George Baird, Morgan Taylor, Ray Barbuti, Emerson Spencer              |
| 3:12.6  | Estados Unidos | Fresno, USA          | 1931-05-08 | Maynor Shore, Alvin Hables, Leslie Hables, Ben Eastman                 |
| 3:08.2  | Estados Unidos | Los Ángeles, USA     | 1932-08-07 | Ivan Fuqua, Edgar Ablowich, Karl Warner, Bill Carr                     |
| 3:03.9  | Jamaica        | Helsinki, Finlandia  | 1952-07-27 | Arthur Wint, Leslie Laing, Herb McKenley, George Rhoden                |
| 3:02.2  | Estados Unidos | Roma, Italia         | 1960-09-08 | Jack Yerman, Earl Young, Glenn Davis, Otis Davis                       |
| 3:00.7  | Estados Unidos | Tokio, Japón         | 1964-10-21 | Ollan Cassell, Mike Larrabee, Ulis Williams, Henry Carr                |
| 2:59.6  | Estados Unidos | Los Ángeles, USA     | 1966-07-24 | Robert Frey, Lee Evans, Tommie Smith, Theron Lewis                     |
| 2:56.2  | Estados Unidos | Ciudad de México     | 1968-10-20 | Vincent Matthews, Ron Freeman, Larry James, Lee Evans                  |
| 2:56.16 | Estados Unidos | Seúl, Corea del Sur  | 1988-10-01 | Danny Everett, Steve Lewis, Kevin Robinzine, Butch Reynolds            |
| 2:55.74 | Estados Unidos | Barcelona, España    | 1992-08-08 | Andrew Valmon, Quincy Watts, Michael Johnson, Steve Lewis              |
| 2:54.29 | Estados Unidos | Stuttgart, Alemania  | 1993-08-22 | Andrew Valmon, Quincy Watts, Butch Reynolds, Michael Johnson           |
| 2:54.20 | Estados Unidos | Uniondale, New York  | 1998-07-22 | Jerome Young, Antonio Pettigrew, Tyree Washington, Michael Johnson     |

- La marca del 22 de julio de 1998 fue rescindida por la IAAF el 12 de agosto de 2008 después de que el miembro del equipo de relevos Antonio Pettigrew admitió haber usado la hormona del crecimiento humano y la EPO entre 1997 y 2003.

### Femenino
| Tiempo  | Nacionalidad        | Lugar                     | Fecha      | Integrantes                                                       |
| ------- | ------------------- | ------------------------- | ---------- | ----------------------------------------------------------------- |
| 3:47.4  | Unión Soviética     | Moscú, URSS               | 1969-05-30 | Ljubov Finogenova, Tatjana Medvedeva, Tamara Voitenko, Olga Klein |
| 3:43.2  | Unión Soviética     | Minsk, URSS               | 1969-06-01 | Lilita Zagere, Anna Dundare, Ingrid Verbele, Sarmite Schtula      |
| 3:37.6  | Alemania Oriental   | Londres, Reino Unido      | 1969-06-22 | Jenny Pawsey, Pauline Attwood, Janet Simpson, Lillian Board       |
| 3:34.2  | Francia             | Colombes, Francia         | 1969-07-06 | Michele Mombet, Éliane Jacq, Nicole Duclos, Colette Besson        |
| 3:33.9  | Alemania Occidental | Piraeus, Grecia           | 1969-09-19 | Christa Czekay, Antje Gleichfeld, Inge Eckhoff, Christel Frese    |
| 3:30.8  | Reino Unido         | Piraeus, Grecia           | 1969-09-20 | Rosemary Stirling, Pat Lowe, Janet Simpson, Lillian Board         |
| 3:30.8  | Francia             | Atenas, Grecia            | 1969-09-20 | Bernadette Martin, Nicole Duclos, Éliane Jacq, Colette Besson     |
| 3:29.3  | Alemania Oriental   | Helsinki, Finlandia       | 1971-08-15 | Rita Kühne, Ingelore Lohse, Helga Seidler, Monika Zehrt           |
| 3:28.8  | Alemania Oriental   | Colombes, Francia         | 1972-07-05 | Dagmar Käsling, Rita Kühne, Monika Zehrt, Brigitte Rohde          |
| 3:28.5  | Alemania Oriental   | Múnich, Alemania Federal  | 1972-09-09 | Dagmar Käsling, Rita Kühne, Helga Seidler, Monika Zehrt           |
| 3:23.0  | Alemania Oriental   | Múnich, Alemania Federal  | 1972-09-10 | Dagmar Käsling, Rita Kühne, Helga Seidler, Monika Zehrt           |
| 3:19.2  | Alemania Oriental   | Montreal, Canadá          | 1976-07-31 | Doris Maletzki, Brigitte Rohde, Ellen Streidt, Christina Brehmer  |
| 3:19.04 | Alemania Oriental   | Atenas, Grecia            | 1982-09-11 | Kirsten Siemon, Sabine Busch, Dagmar Rübsam, Marita Koch          |
| 3:15.92 | Alemania Oriental   | Erfurt, Alemania Oriental | 1984-06-03 | Gesine Walther, Sabine Busch, Dagmar Rübsam, Marita Koch          |
| 3:15.17 | Unión Soviética     | Seúl, Corea del Sur       | 1988-10-01 | Tatyana Ledovskaya, Olga Nazarova, Mariya Pinigina, Olga Bryzgina |

## Campeones olímpicos

### Masculino
Detalles ver Anexo:Medallistas olímpicos en atletismo (4x400 metros relevos masculinos).
| Edición             | Oro | Plata | Bronce |
| ------------------- | --- | --- | --- |
| Estocolmo 1912      | Estados Unidos Edward Lindberg · Ted Meredith · Charles Reidpath · Melvin Sheppard                                                 | Francia Pierre Failliot · Charles Lelong · Charles Poulenard · Robert Schurrer                                         | Reino Unido Ernest Henley · George Nicol · Cyril Seedhouse · James Soutter                                    |
| Amberes 1920        | Reino Unido Cecil Griffiths · Robert Lindsay · John Ainsworth-Davis · Guy Butler                                                   | Sudáfrica Henry Dafel · Clarence Oldfield · Jack Oosterlaak · Bevil Rudd                                               | Francia Georges André · Gaston Féry · Maurice Delvart · André Devaux                                          |
| París 1924          | Estados Unidos Commodore Cochran · Alan Helffrich · Oliver MacDonald · William Stevenson                                           | Suecia Artur Svensson · Erik Byléhn · Gustaf Wejnarth · Nils Engdahl                                                   | Reino Unido Edward Toms · George Renwick · Richard Ripley · Guy Butler                                        |
| Ámsterdam 1928      | Estados Unidos George Baird · Frederick Alderman · Emerson Spencer · Ray Barbuti                                                   | Alemania Otto Neumann · Harry Storz · Richard Krebs · Hermann Engelhard                                                | Canadá James Ball · Stanley Glover · Phil Edwards · Alexander Wilson                                          |
| Los Ángeles 1932    | Estados Unidos Ivan Fuqua · Edgar Ablowich · Karl Warner · Bill Carr                                                               | Reino Unido Crew Stoneley · Thomas Hampson · David Burghley · Godfrey Rampling                                         | Canadá James Ball · Ray Lewis · Phil Edwards · Alexander Wilson                                               |
| Berlín 1936         | Reino Unido Frederick Wolff · Godfrey Rampling · William Roberts · Godfrey Brown                                                   | Estados Unidos Harold Cagle · Robert Young · Edward O’Brien · Alfred Fitch                                             | Alemania Helmut Hamann · Friedrich von Stülpnagel · Harry Voigt · Rudolf Harbig                               |
| Londres 1948        | Estados Unidos Roy Cochran · Clifford Bourland · Arthur Harnden · Mal Whitfield                                                    | Francia Jean Kerebel · François Schewetta · Robert Chef d’Hotel · Jacques Lunis                                        | Suecia Kurt Lundquist · Lars-Erik Wolfbrandt · Folke Alnevik · Rune Larsson                                   |
| Helsinki 1952       | Jamaica Arthur Wint · Leslie Laing · Herb McKenley · George Rhoden                                                                 | Estados Unidos Ollie Matson · Gene Cole · Charles Moore · Mal Whitfield                                                | Alemania Günter Steines · Hans Geister · Heinz Ulzheimer · Karl-Friedrich Haas                                |
| Melbourne 1956      | Estados Unidos Tom Courtney · Charles Jenkins · Lou Jones · Jesse Mashburn                                                         | Australia Graham Gipson · Kevan Gosper · Leon Gregory · David Lean                                                     | Reino Unido Francis Higgins · Derek Johnson · John Salisbury · Michael Wheeler                                |
| Roma 1960           | Estados Unidos Jack Yerman · Earl Young · Glenn Davis · Otis Davis                                                                 | Equipo Alemán Unificado Manfred Kinder · Joachim Reske · Johannes Kaiser · Carl Kaufmann                               | Indias OccidentalesGeorge Kerr James Wedderburn Keith Gardner Malcolm Spence                                  |
| Tokio 1964          | Estados Unidos Ollan Cassell · Michael Larrabee · Ulis Williams · Henry Carr                                                       | Reino Unido Tim Graham · Adrian Metcalfe · John Cooper · Robbie Brightwell                                             | Trinidad y Tobago Edwin Skinner · Kent Bernard · Edwin Roberts · Wendell Mottley                              |
| México 1968         | Estados Unidos Vincent Matthews · Ron Freeman · Larry James · Lee Evans                                                            | Kenia Daniel Rudisha · Munyoro Nyamau · Naftali Bon · Charles Asati                                                    | Alemania Occidental Helmar Müller · Manfred Kinder · Gerhard Hennige · Martin Jellinghaus                     |
| Múnich 1972         | Kenia Charles Asati · Munyoro Nyamau · Robert Ouko · Julius Sang                                                                   | Reino Unido Martin Reynolds · Alan Pascoe · David Hemery · David Jenkins                                               | Francia Gilles Bertould · Daniel Velasques · Francis Kerbiriou · Jacques Carette                              |
| Montreal 1976       | Estados Unidos Herman Frazier · Benny Brown · Frederick Newhouse · Maxie Parks                                                     | Polonia Ryszard Podlas · Jan Werner · Zbigniew Jaremski · Jerzy Pietrzyk                                               | Alemania Occidental Franz-Peter Hofmeister · Lothar Krieg · Harald Schmid · Bernd Herrmann                    |
| Moscú 1980          | Unión Soviética Viktor Markin · Remigijus Valiulis · Mikhail Linge · Nikolái Chernetski                                            | Alemania Oriental Klaus Thiele · Andreas Knebel · Frank Schaffer · Volker Beck                                         | Italia Roberto Tozzi · Mauro Zuliani · Stefano Malinverni · Pietro Mennea                                     |
| Los Ángeles 1984    | Estados Unidos Sunder Nix · Ray Armstead · Alonzo Babers · Antonio McKay                                                           | Reino Unido Kriss Akabusi · Garry Cook · Todd Bennett · Phil Brown                                                     | Nigeria Sunday Uti · Moses Ugbusien · Rotimi Peters · Innocent Egbunike                                       |
| Seúl 1988           | Estados Unidos Danny Everett · Steve Lewis · Kevin Robinzine · Butch Reynolds                                                      | Jamaica Howard Davis · Devon Morris · Winthrop Graham · Bert Cameron                                                   | Alemania Occidental Norbert Dobeleit · Edgar Itt · Jörg Vaihinger · Ralf Lübke                                |
| Barcelona 1992      | Estados Unidos (2:55,74) Andrew Valmon · Quincy Watts · Michael Johnson · Steve Lewis · Darnell Hall * · Charles Jenkins *         | Cuba Lázaro Martínez · Héctor Herrera · Norberto Téllez · Roberto Hernández                                            | Reino Unido Roger Black · David Grindley · Kriss Akabusi · John Regis · Du'aine Ladejo * · Mark Richardson *  |
| Atlanta 1996        | Estados Unidos (2:55,99) LaMont Smith · Alvin Harrison · Derek Mills · Anthuan Maybank · Jason Rouser *                            | Reino Unido Iwan Thomas · Jamie Baulch · Mark Richardson · Roger Black · Mark Hylton * · Du'aine Ladejo *              | Jamaica Michael McDonald · Greg Haughton · Roxbert Martin · Davian Clarke · Dennis Blake * · Garth Robinson * |
| Sídney 2000         | Nigeria (2:58,68)Clement Chukwu · Jude Monye · Sunday Bada · Enefiok Udo-Obong · Nduka Awazie * · Fidelis Gadzama *                | JamaicaMichael Blackwood · Greg Haughton · Christopher Williams · Danny McFarlane · Sanjay Ayre * · Michael McDonald * | BahamasAvard Moncur · Troy McIntosh · Carl Oliver · Chris Brown · Timothy Munnings *                          |
| Atenas 2004         | Estados Unidos (2:55,91)Otis Harris · Derrick Brew · Jeremy Wariner · Darold Williamson · Andrew Rock * · Kelly Willie *           | AustraliaJohn Steffensen · Mark Ormrod · Patrick Dwyer · Clinton Hill                                                  | NigeriaJames Godday · Musa Audu · Saul Weigopwa · Enefiok Udo-Obong                                           |
| Pekín 2008 **       | Estados Unidos (2:55,39)LaShawn Merritt · Angelo Taylor · David Neville · Jeremy Wariner · Kerron Clement * · Reggie Witherspoon * | BahamasAndretti Bain · Michael Mathieu · Andrae Williams · Chris Brown · Avard Moncur * · Ramon Miller *               | Reino UnidoMartyn Rooney · Andrew Steele · Robert Tobin · Michael Bingham                                     |
| Londres 2012        | Bahamas (2:56,72)Chris Brown · Demetrius Pinder · Michael Mathieu · Ramon Miller                                                   | Estados UnidosBryshon Nellum · Joshua Mance · Tony McQuay · Angelo Taylor · Manteo Mitchell *                          | Trinidad y TobagoLalonde Gordon · Jarrin Solomon · Ade Alleyne-Forte · Deon Lendore                           |
| Río de Janeiro 2016 | Estados Unidos (2:57,30)Arman Hall · Tony McQuay · Gil Roberts · LaShawn Merritt · Kyle Clemons * · David Verburg *                | JamaicaPeter Matthews · Nathon Allen · Fitzroy Dunkley · Javon Francis · Rusheen McDonald *                            | BahamasAlonzo Russell · Michael Mathieu · Steven Gardiner · Chris Brown · Stephen Newbold *                   |
| Tokio 2020          | Estados Unidos (2:55,70) Michael Cherry · Michael Norman · Bryce Deadmon · Rai Benjamin · Vernon Norwood * · Trevor Stewart *      | Países Bajos Liemarvin Bonevacia · Terrence Agard · Tony van Diepen · Ramsey Angela · Jochem Dobber *                  | Botsuana Isaac Makwala · Baboloki Thebe · Zibane Ngozi · Bayapo Ndori                                         |
| París 2024          | Estados Unidos (2:54,43 ) Christopher Bailey · Vernon Norwood · Bryce Deadmon · Rai Benjamin · Quincy Wilson *                     | Botsuana Letsile Tebogo · Busang Kebinatshipi · Anthony Pesela · Bayapo Ndori                                          | Reino Unido Alex Haydock-Wilson · Matthew Hudson-Smith · Lewis Davey · Charles Dobson · Samuel Reardon *      |

* Participaron solo en las eliminatorias, pero de igual manera reciben medallas.
**Originalmente el equipo de Estados Unidos conquistó la medalla, pero fue descalificada en agosto de 2008 debido al dopaje del atleta Antonio Pettigrew. El Comité Olímpico Internacional reasignó las medallas el 21 de julio de 2012.

### Femenino
| Edición             | Oro | Plata | Bronce |
| ------------------- | --- | --- | --- |
| Múnich 1972         | Alemania Oriental Dagmar Käsling · Rita Kühne · Helga Seidler · Monika Zehrt                                                                             | Estados Unidos Mable Fergerson · Madeline Manning · Cheryl Toussaint · Kathy Hammond                                                           | Alemania Occidental Anette Rückes · Inge Bödding · Hildegard Falck · Rita Wilden                                                      |
| Montreal 1976       | Alemania Oriental Doris Maletzki · Brigitte Rohde · Ellen Streidt · Christina Lathan                                                                     | Estados Unidos Debra Sapenter · Sheila Ingram · Pamela Jiles · Rosalyn Bryant                                                                  | Unión Soviética Inta Klimovica · Lyudmila Aksyonova · Natalya Sokolova · Nadezhda Ilyina                                              |
| Moscú 1980          | Unión Soviética Tatyana Prorochenko · Tatyana Goyshchik · Nina Zyuskova · Irina Nazarova                                                                 | Alemania Oriental Gabriele Löwe · Barbara Krug · Christina Lathan · Marita Koch                                                                | Reino Unido Linsey MacDonald · Michelle Probert · Joslyn Hoyte-Smith · Donna Hartley                                                  |
| Los Ángeles 1984    | Estados Unidos Lillie Leatherwood · Sherri Howard · Valerie Brisco-Hooks · Chandra Cheeseborough                                                         | Canadá Charmaine Crooks · Jillian Richardson · Molly Killingbeck · Marita Payne                                                                | Alemania Occidental Heike Schulte-Mattler · Ute Thimm · Heidi-Elke Gaugel · Gaby Bußmann                                              |
| Seúl 1988           | Unión Soviética Tatyana Ledovskaya · Olga Nasarova · Mariya Pinigina · Olga Bryzgina                                                                     | Estados Unidos Denean Howard · Diane Dixon · Valerie Brisco-Hooks · Florence Griffith-Joyner                                                   | Alemania Oriental Dagmar Neubauer · Kirsten Emmelmann · Sabine Busch · Petra Müller                                                   |
| Barcelona 1992      | Equipo Unificado Yelena Ruzina · Lyudmila Dzhigalova · Olga Nasarova · Olga Bryzgina                                                                     | Estados Unidos Natasha Kaiser · Gwen Torrence · Jearl Miles · Rochelle Stevens                                                                 | Reino Unido Phylis Smith · Sandra Douglas · Jennifer Stoute · Sally Gunnell                                                           |
| Atlanta 1996        | Estados Unidos Rochelle Stevens · Maicel Malone · Kim Graham · Jearl Miles Clark                                                                         | Nigeria Olabisi Afolabi · Fatima Yusuf · Charity Opara · Falilat Ogunkoya                                                                      | Alemania Uta Rohländer · Linda Kisabaka · Anja Rücker · Grit Breuer                                                                   |
| Sídney 2000         | Estados Unidos Jearl Miles Clark · Monique Hennagan · (Marion Jones) · LaTasha Colander · Andrea Anderson *                                              | Jamaica Sandie Richards · Catherine Scott-Pomales · Deon Hemmings · Lorraine Graham · Charmaine Howell * · Michelle Burgher *                  | Rusia Yuliya Sotnikova · Svetlana Goncharenko · Olga Kotlyarova · Irina Privalova · Natalya Nazarova * · Olesya Zykina *              |
| Atenas 2004         | Estados Unidos DeeDee Trotter · Monique Henderson · Sanya Richards · Monique Hennagan · Moushaumi Robinson *                                             | Rusia Olesya Krasnomovets · Natalya Nazarova · Olesia Zykina · Natalya Antyukh · Tatyana Firova * · Natalya Ivanova *                          | Jamaica Novlene Williams · Michelle Burgher · Nadia Davy · Sandie Richards · Ronetta Smith *                                          |
| Pekín 2008          | Estados Unidos Mary Wineberg · Allyson Felix · Monique Henderson · Sanya Richards · Natasha Hastings *                                                   | Jamaica Shericka Williams · Shereefa Lloyd · Rosemarie Whyte · Novlene Williams-Mills · Bobby-Gaye Wilkins *                                   | Reino Unido Christine Ohuruogu · Kelly Sotherton · Marilyn Okoro · Nicola Sanders                                                     |
| Londres 2012        | Estados Unidos DeeDee Trotter · Allyson Felix · Francena McCorory · Sanya Richards · Keshia Baker * · Diamond Dixon *                                    | Rusia Yuliya Gushchina · Antonina Krivoshapka · Tatyana Firova · Natalya Antyukh · Natalya Nazarova * · Anastasia Kapachinskaya *              | Jamaica Christine Day · Rosemarie Whyte · Shericka Williams · Novlene Williams-Mills · Shereefa Lloyd *                               |
| Río de Janeiro 2016 | Estados Unidos Allyson Felix · Phyllis Francis · Natasha Hastings · Courtney Okolo · Taylor Ellis-Watson * · Francena McCorory *                         | Jamaica Stephenie Ann McPherson · Anneisha McLaughlin-Whilby · Shericka Jackson · Novlene Williams-Mills · Christine Day * · Chrisann Gordon * | Reino Unido Eilidh Doyle · Anyika Onuora · Emily Diamond · Christine Ohuruogu · Kelly Massey *                                        |
| Tokio 2020          | Estados Unidos Sydney McLaughlin · Allyson Felix · Dalilah Muhammad · Athing Mu · Kendall Ellis * · Lynna Irby * · Wadeline Jonathas * · Kaylin Whitney* | Polonia Natalia Kaczmarek · Iga Baumgart-Witan · Małgorzata Hołub-Kowalik · Justyna Święty-Ersetic · Anna Kiełbasińska *                       | Jamaica Roneisha McGregor · Janieve Russell · Shericka Jackson · Candice McLeod · Junelle Bromfield * · Stacey-Ann Williams *         |
| París 2024          | Estados Unidos Shamier Little · Sydney McLaughlin · Gabrielle Thomas · Alexis Holmes · Quanera Hayes * · Aaliyah Butler * · Kaylyn Brown *               | Países Bajos Lieke Klaver · Cathelijn Peeters · Lisanne de Witte · Femke Bol · Eveline Saalberg * · Myrte van der Schoot *                     | Reino Unido Victoria Ohuruogu · Laviai Nielsen · Nicole Yeargin · Amber Anning · Yemi Mary John * · Jodie Williams * · Lina Nielsen * |

* Participaron solo en las eliminatorias, pero de igual manera reciben medallas.

### Mixto
| Edición    | Oro | Plata | Bronce |
| ---------- | --- | --- | --- |
| Tokio 2020 | Polonia (3:09,87)Karol Zalewski · Natalia Kaczmarek · Justyna Święty-Ersetic · Kajetan Duszyński · Iga Baumgart-Witan * · Małgorzata Hołub-Kowalik * | República Dominicana Lidio Andrés Feliz · Marileidy Paulino · Anabel Medina Ventura · Alexander Ogando · Luguelín Santos * | Estados Unidos Trevor Stewart · Kendall Ellis · Kaylin Whitney · Vernon Norwood · Elija Godwin * · Lynna Irby * · Taylor Manson * · Bryce Deadmon * |
| París 2024 | Países Bajos (3:07,43 )Eugene Omalla · Lieke Klaver · Isayah Klein Ikkink · Femke Bol · Cathelijn Peeters *                                          | Estados Unidos Vernon Norwood · Shamier Little · Bryce Deadmon · Kaylyn Brown                                              | Reino Unido Samuel Reardon · Laviai Nielsen · Alex Haydock-Wilson · Amber Anning · Nicole Yeargin *                                                 |

* Participaron solo en las eliminatorias, pero de igual manera reciben medallas.

## Campeones mundiales
- Ganadores en el Campeonato Mundial de Atletismo.

### Masculino
| Edición         | Oro | Plata | Bronce |
| --------------- | --- | --- | --- |
| Helsinki 1983   | Unión SoviéticaSerguéi Lovachov Aliaksandr Trashchyla Nikolay Chernetskiy Viktor Markin                                          | Alemania OccidentalErwin Skamrahl Jörg Vaihinger Harald Schmid Hartmut Weber                                   | Reino UnidoAinsley Bennett Garry Cook Todd Bennett Phil Brown                                                          |
| Roma 1987       | Estados UnidosDanny Everett Roddie Haley Antonio McKay Butch Reynolds                                                            | Reino UnidoDerek Redmond Kriss Akabusi Roger Black Phil Brown                                                  | CubaLeandro Peñalver · Agustín Pavó · Lázaro Martínez · Roberto Hernández                                              |
| Tokio 1991      | Reino UnidoRoger Black Derek Redmond John Regis Kriss Akabusi                                                                    | Estados UnidosAndrew Valmon Quincy Watts Danny Everett Antonio Pettigrew                                       | JamaicaPatrick O'Connor Devon Morris Winthrop Graham Seymour Fagan                                                     |
| Stuttgart 1993  | Estados UnidosAndrew Valmon Quincy Watts Butch Reynolds Michael Jhonson                                                          | KeniaKennedy Ochieng Simon Kemboi Abednego Matilu Samson Kitur                                                 | AlemaniaRico Lieder · Karsten Just · Olaf Hense · Thomas Schönlebe                                                     |
| Gotemburgo 1995 | Estados UnidosMarlon Ramsey Derek Mills Butch Reynolds Michael Johnson Kevin Lyles * Darnell Hall *                              | JamaicaMichael McDonald Davian Clarke Danny McFarlane Gregory Haughton Dennis Blake *                          | NigeriaUdeme Ekpeyong Kunle Adejuyigbe Jude Monye Sunday Bada                                                          |
| Atenas 1997     | Reino UnidoIwan Thomas Roger Black Jamie Baulch Mark Richardson Mark Hylton *                                                    | JamaicaMichael McDonald Gregory Haughton Danny McFarlane Davian Clarke Linval Laird *                          | PoloniaTomasz Czubak · Piotr Rysiukiewicz · Piotr Haczek · Robert Maćkowiak                                            |
| Sevilla 1999    | PoloniaTomasz Czubak · Robert Maćkowiak · Jacek Bocian · Piotr Haczek · Piotr Długosielski *                                     | JamaicaMichael McDonald Gregory Haughton Danny McFarlane Davian Clarke Paxton Coke * Omar Brown *              | SudáfricaJopie van Oudtshoorn Hendrick Mokganyetsi Adriaan Botha Arnaud Malherbe                                       |
| Edmonton 2001   | BahamasAvard Moncur Chris Brown Troy McIntosh Timothy Munnings Carl Oliver *                                                     | JamaicaBrandon Simpson Christopher Williams Gregory Haughton Danny McFarlane Michael Blackwood * Mario Watts * | PoloniaRafal Wieruszewski · Piotr Haczek · Piotr Długosielski · Piotr Rysiukiewicz · Jacek Bocian *                    |
| París 2003      | FranciaLeslie Djhone Naman Keïta Stéphane Diagana Marc Raquil Ahmed Douhou *                                                     | JamaicaBrandon Simpson Danny McFarlane Davian Clarke Michael Blackwood Michael Campbell *                      | BahamasAvard Moncur Dennis Darling Nathaniel McKinney Chris Brown Carl Oliver *                                        |
| Helsinki 2005   | Estados Unidos 2:56,91Andrew Rock Derrick Brew Darold Williamson Jeremy Wariner Miles Smith * LaShawn Merritt *                  | BahamasNathaniel McKinney Avard Moncur Andrae Williams Chris Brown Troy McIntosh *                             | JamaicaSanjay Ayre Brandon Simpson Lansford Spence Davian Clarke Michael Blackwood *                                   |
| Osaka 2007      | Estados Unidos 2:55,56LaShawn Merritt Angelo Taylor Darold Williamson Jeremy Wariner Bershawn Jackson * Kerron Clement *         | BahamasAvard Moncur Michael Mathieu Andrae Williams Chris Brown Nathaniel McKinney *                           | PoloniaMarek Plawgo · Daniel Dąbrowski · Marcin Marciniszyn · Kacper Kozłowski · Rafał Wieruszewski * · Witold Bańka * |
| Berlín 2009     | Estados Unidos 2:57,86Angelo Taylor Jeremy Wariner Kerron Clement LaShawn Merritt Lionel Larry * Bershawn Jackson *              | Reino UnidoConrad Williams Michael Bingham Robert Tobin Martyn Rooney David Greene *                           | AustraliaJohn Steffensen Ben Offereins Tristan Thomas Sean Wroe Joel Milburn *                                         |
| Daegu 2011      | Estados Unidos 2:59,31Greg Nixon Bershawn Jackson Angelo Taylor LaShawn Merritt Jamaal Torrance * Michael Berry *                | SudáfricaShane Victor Ofentse Mogawane Willem de Beer L. J. van Zyl Oscar Pistorius *                          | JamaicaAllodin Fothergill Jermaine Gonzales Riker Hylton Leford Green Lansford Spence *                                |
| Moscú 2013      | Estados Unidos 2:58,71David Verburg Tony McQuay Arman Hall LaShawn Merritt James Harris * Joshua Mance *                         | JamaicaRusheen McDonald Edino Steele Omar Johnson Javon Francis Javere Bell *                                  | RusiaMaksim Dyldin · Lev Mosin · Sergey Petukhov · Vladimir Krasnov                                                    |
| Pekín 2015      | Estados Unidos 2:57,82David Verburg Tony McQuay Bryshon Nellum LaShawn Merritt                                                   | Trinidad y TobagoRenny Quow Lalonde Gordon Deon Lendore Machel Cedenio                                         | Reino UnidoRabah Yousif Delano Williams Jarryd Dunn Martyn Rooney                                                      |
| Londres 2017    | Trinidad y Tobago 2:58,12Jarrin Solomon Jereem Richards Machel Cedenio Lalonde Gordon Renny Quow *                               | Estados UnidosWilbert London Gil Roberts Michael Cherry Fred Kerley Bryshon Nellum * Tony McQuay *             | Reino UnidoMatthew Hudson-Smith Dwayne Cowan Rabah Yousif Martyn Rooney Jack Green *                                   |
| Doha 2019       | Estados Unidos 2:56,69Fred Kerley Michael Cherry Wilbert London Rai Benjamin Tyrell Richard * Vernon Norwood * Nathan Strother * | JamaicaAkeem Bloomfield Nathon Allen Terry Thomas Demish Gaye Javon Francis *                                  | BélgicaJonathan Sacoor · Robin Vanderbemden · Dylan Borlée · Kevin Borlée · Julien Watrin *                            |
| Oregón 2022     | Estados Unidos 2:56,17Elija Godwin Michael Norman Bryce Deadmon Champion Allison Vernon Norwood * Trevor Bassitt *               | JamaicaAkeem Bloomfield Nathon Allen Jevaughn Powell Christopher Taylor Karayme Bartley * Anthony Cox *        | BélgicaDylan Borlée · Julien Watrin · Alexander Doom · Kevin Borlée · Jonathan Sacoor *                                |

* Participaron solo en las eliminatorias, pero de igual manera reciben medallas.

### Femenino
| Edición         | Oro | Plata | Bronce |
| --------------- | --- | --- | --- |
| Helsinki 1983   | República Democrática AlemanaGesine Walther Sabine Busch Marita Koch Dagmar Neubauer                                                                | ChecoslovaquiaTaťána Kocembová Milena Matějkovičová Zuzana Moravčíková Jarmila Kratochvílová                                           | Unión SoviéticaYelena Korban Marina Kharlamova Irina Baskakova Mariya Pinigina                                                      |
| Roma 1987       | República Democrática AlemanaDagmar Neubauer Kirsten Emmelmann Petra Schersing Sabine Busch                                                         | Unión SoviéticaAelita Yurchenko Olga Nazarova Mariya Pinigina Olga Bryzhina                                                            | Estados UnidosDiane Dixon Denean Howard Valerie Brisco-Hooks Lillie Leatherwood                                                     |
| Tokio 1991      | Unión SoviéticaTatyana Ledovskaya Lyudmila Dzhigalova Olga Nazarova Olga Bryzhina                                                                   | Estados UnidosRochelle Stevens Diane Dixon Jearl Miles Lillie Leatherwood                                                              | AlemaniaUta Rohländer · Katrin Krabbe · Christine Wachtel · Grit Breuer                                                             |
| Stuttgart 1993  | Estados UnidosGwen Torrence Maicel Malone-Wallace Natasha Kaiser-Brown Jearl Miles-Clark                                                            | RusiaYelena Ruzina · Tatyana Alekseyeva · Margarita Ponomaryova · Irina Privalova                                                      | Reino UnidoLinda Keough Phylis Smith Tracy Goddard Sally Gunnell                                                                    |
| Gotemburgo 1995 | Estados UnidosKim Graham Rochelle Stevens Camara Jones Jearl Miles-Clark Nicole Green *                                                             | RusiaTatiana Chebikina · Svetlana Goncharenko · Yuliya Sotnikova · Yelena Andreyeva · Tatyana Zakharova *                              | AustraliaLee Naylor Renée Poetschka Melinda Gainsford-Taylor Cathy Freeman                                                          |
| Atenas 1997     | AlemaniaAnke Feller · Uta Rohländer · Anja Rücker · Grit Breuer                                                                                     | Estados UnidosMaicel Malone-Wallace Kim Graham Kim Batten Jearl Miles-Clark Michelle Collins * Natasha Kaiser-Brown *                  | JamaicaInez Turner Lorraine Fenton Deon Hemmings Sandie Richards Nadia Graham-Hutchinson *                                          |
| Sevilla 1999    | RusiaTatiana Chebikina · Svetlana Goncharenko · Olga Kotlyarova · Natalia Nazarova · Natalya Sharova * · Yekaterina Bakhvalova *                    | Estados UnidosSuziann Reid Maicel Malone-Wallace Michelle Collins Jearl Miles-Clark Andrea Anderson *                                  | AlemaniaAnke Feller · Uta Rohländer · Anja Rücker · Grit Breuer · Anja Knippel *                                                    |
| Edmonton 2001   | JamaicaSandie Richards Catherine Scott Debbie-Ann Parris Lorraine Fenton Michelle Burgher * Deon Hemmings *                                         | AlemaniaFlorence Ekpo-Umoh · Shanta Ghosh · Claudia Marx · Grit Breuer                                                                 | RusiaIrina Rosikhina · Yuliya Pechonkina · Anastasiya Kapachinskaya · Olesya Zykina · Natalya Shevtsova *                           |
| París 2003      | Estados UnidosDemetria Washington Jearl Miles-Clark Me'Lisa Barber Sanya Richards DeeDee Trotter *                                                  | RusiaAnastasiya Kapachinskaya · Natalia Nazarova · Olesya Zykina · Yuliya Pechonkina · Svetlana Pospelova * · Svetlana Goncharenko *   | JamaicaAllison Beckford Lorraine Fenton Ronetta Smith Sandie Richards Michelle Burgher *                                            |
| Helsinki 2005   | RusiaYuliya Pechonkina · Olesya Krasnomovets · Natalya Antyukh · Svetlana Pospelova · Tatyana Firova * · Olesya Zykina *                            | JamaicaShericka Williams Novlene Williams Ronetta Smith Lorraine Fenton                                                                | Reino UnidoLee McConnell Donna Fraser Nicola Sanders Christine Ohuruogu                                                             |
| Osaka 2007      | Estados UnidosDeeDee Trotter Allyson Felix Mary Wineberg Sanya Richards Monique Hennagan * Natasha Hastings *                                       | JamaicaShericka Williams Shereefa Lloyd Davita Prendergast Novlene Williams Anastasia Le-Roy *                                         | Reino UnidoChristine Ohuruogu Marilyn Okoro Lee McConnell Nicola Sanders Donna Fraser *                                             |
| Berlín 2009     | Estados UnidosDebbie Dunn Allyson Felix Lashinda Demus Sanya Richards Natasha Hastings * Jessica Beard *                                            | JamaicaRosemarie Whyte Novlene Williams-Mills Shereefa Lloyd Shericka Williams Kaliese Spencer *                                       | RusiaAnastasiya Kapachinskaya · Tatyana Firova · Lyudmila Litvinova · Antonina Krivoshapka · Natalia Nazarova * · Natalya Antyukh * |
| Daegu 2011      | Estados UnidosSanya Richards-Ross Allyson Felix Jessica Beard Francena McCorory Natasha Hastings * Keshia Baker *                                   | JamaicaRosemarie Whyte Davita Prendergast Novlene Williams-Mills Shericka Williams Shereefa Lloyd * Patricia Hall *                    | RusiaAntonina Krivoshapka · Natalya Antyukh · Lyudmila Litvinova · Anastasiya Kapachinskaya · Kseniya Vdovina * · Ksenia Zadorina * |
| Moscú 2013      | RusiaYuliya Gushchina · Tatyana Firova · Kseniya Ryzhova · Antonina Krivoshapka · Natalya Antyukh *                                                 | Estados UnidosJessica Beard Natasha Hastings Ashley Spencer Francena McCorory Joanna Atkins *                                          | Reino UnidoEilidh Child Shana Cox Margaret Adeoye Christine Ohuruogu                                                                |
| Pekín 2015      | JamaicaChristine Day Shericka Jackson Stephenie Ann McPherson Novlene Williams-Mills Anastasia Le-Roy * Chrisann Gordon *                           | Estados UnidosSanya Richards-Ross Natasha Hastings Allyson Felix Francena McCorory Phyllis Francis * Jessica Beard *                   | Reino UnidoChristine Ohuruogu Anyika Onuora Eilidh Child Seren Bundy-Davies Kirsten McAslan *                                       |
| Londres 2017    | Estados UnidosQuanera Hayes Allyson Felix Shakima Wimbley Phyllis Francis Kendall Ellis * Natasha Hastings *                                        | Reino UnidoZoey Clark Laviai Nielsen Eilidh Doyle Emily Diamond Perri Shakes-Drayton *                                                 | PoloniaMałgorzata Hołub · Iga Baumgart · Aleksandra Gaworska · Justyna Święty · Patrycja Wyciszkiewicz * · Martyna Dąbrowska *      |
| Doha 2019       | Estados UnidosPhyllis Francis Sydney McLaughlin Dalilah Muhammad Wadeline Jonathas Jessica Beard * Allyson Felix * Kendall Ellis * Courtney Okolo * | PoloniaIga Baumgart-Witan · Patrycja Wyciszkiewicz · Małgorzata Hołub-Kowalik · Justyna Święty-Ersetic · Anna Kiełbasińska *           | JamaicaAnastasia Le-Roy Tiffany James Stephenie Ann McPherson Shericka Jackson Roneisha McGregor *                                  |
| Oregón 2022     | Estados UnidosTalitha Diggs Abby Steiner Britton Wilson Sydney McLaughlin Allyson Felix * Kaylin Whitney * Jaide Stepter Baynes *                   | JamaicaCandice McLeod Janieve Russell Stephenie Ann McPherson Charokee Young Stacey-Ann Williams * Junelle Bromfield * Tiffany James * | Reino UnidoVictoria Ohuruogu Nicole Yeargin Jessie Knight Laviai Nielsen Ama Pipi *                                                 |

* Participaron solo en las eliminatorias, pero de igual manera reciben medallas.

### Mixto
| Edición     | Oro | Plata                                                                                    | Bronce                                                                          |
| ----------- | --- | ---------------------------------------------------------------------------------------- | ------------------------------------------------------------------------------- |
| Doha 2019   | Estados UnidosWilbert London Allyson Felix Courtney Okolo Michael Cherry (3:09,34) RM                        | JamaicaNathon Allen Roneisha McGregor Tiffany James Javon Francis (3:11,78)              | BaréinMusa Isah Aminat Yamal Salwa Eid Naser Abubakar Abbas (3:11,82)           |
| Oregón 2022 | República DominicanaLidio Andrés Feliz · Marileidy Paulino · Alexander Ogando · Fiordaliza Cofil · (3:09,82) | Países BajosLiemarvin Bonevacia · Lieke Klaver · Tony van Diepen · Femke Bol · (3:09,90) | Estados UnidosElija Godwin Allyson Felix Vernon Norwood Kennedy Simon (3:10,16) |